# Здравко Шараба
Здравко Шараба (серб. Здравко Шараба/Zdravko Šaraba, босн. Zdravko Šaraba, нар. 15 травня 1980, Требинє) — боснійський футболіст сербського походження, що виступає на позиції захисника. Відомий за виступами за низку боснійських клубів вищого дивізіону, грав також за команди вищих дивізіонів Словенії («Марибор»), Білорусі («Динамо» (Мінськ)) та України («Волинь»). У 2008 році зіграв також 1 матч за збірну Боснії і Герцеговини.

## Клубна кар'єра
Здравко Шараба розпочав свою футбольну кар'єру в клубі зі свого рідного міста Требинє — «Леотар» у 2000 році. Клуб на той час грав у невизнаній УЄФА та ФІФА Першій лізі Республіки Сербської, у якій виступали клуби із сербської автономної частини Боснії і Герцеговини. У 2002 році команда виграла чемпіонат Республіки Сербської. На той час команди з мусульмансько-хорватської та відповідно сербської частин країни домовились про проведення спільного чемпіонату. «Леотар» від початку сезону стартував уже у вищому дивізіоні об'єднаного чемпіонату Боснії і Герцеговини, та виграв чемпіонат країни, а Здравко Шараба уперше став чемпіоном Боснії і Герцеговини. Футболіст ще один сезон виступав у боснійській першості, а з початку сезону 2004—2005 отримав запрошення від українського клубу вищої ліги «Волинь» з Луцька. Проте в українському клубі боснійський серб не був основним гравцем, і в перший свій сезон у луцькому клубі зіграв лише 8 матчів, а в другому сезоні лише 3 матчі в чемпіонаті України. Після завершення сезону 2005—2006 Шараба повернувся до Боснії, проте грав уже за столичний клуб «Сараєво». У перший сезон виступів за клуб футболіст вдруге став чемпіоном країни. За півтора року футболіст вирішив спробувати сили у словенському клубі «Марибор», проте вже за півроку повернувся до «Сараєво». За півроку Шараба знову вирішив спробувати свої сили за кордоном, та вирушив на перегляд до мінського «Динамо», за результатами якого він уклав контракт із клубом на два роки. Проте вже влітку 2009 року керівництво «Динамо» вирішило виставити балканця на трансфер. деякий час Здравко Шараба був у пошуках нового клубу, були чутки про його перехід у вірменський «Бананц», проте боснійський серб повернувся на батьківщину, де один сезон грав за клуб «Лакташі», а з початку сезону 2010—2011 років повернувся до свого рідного клубу «Леотар», де виступав до середини 2014 року. Проте клуб у цей і наступні сезони грав не так успішно, як на початку першого десятиріччя ХХІ століття, а по завершенні сезону 2013—2014 років зайняв останнє, 16-те місце у найвищому боснійському дивізіоні, та вибув до нижчого дивізіону.

## Виступи за збірну
У 2008 році Здравко Шараба дебютував у збірній Боснії і Герцеговини з футболу у товариському матчі проти збірної Словенії. Цей матч так і залишився єдиним у його футбольній кар'єрі.

## Титули і досягнення
- Чемпіон Боснії і Герцеговини (2): 2002—2003, 2006—2007